# Загасайло Сергій Володимирович
Сергій Володимирович Загасайло (нар. 8 березня 1991, Добротвір, Україна) — український військовик, сержант 80 окремої аеромобільної бригади ВДВ Збройних сил України, учасник російсько-української війни.

## Життєвий подвиг
Сергій Загасайло ще з 15 квітня 2014 року був учасником АТО. 24 травня 2014 року поблизу села Костянтинівка відбувся мінометний обстріл і в групу військових потрапив снаряд, основну хвилю вибуху якого Сергій прийняв на себе, прикривши побратимів, що були позаду.

## Численні травми та поранення
- Вогнепальне мінно-вибухове уламкове поранення черепа й головного мозку з ушкодженням обох лобних і тім'яних долей.
- Важка контузія правого ока.
- Вогнепальне осколкове наскрізне багатоуламкове поранення з переломом правої плечової кістки та ліктьової кістки правого передпліччя.
- Множинні вогнепальні осколкові поранення м'яких тканин лівої гомілки, осколкове сліпе поранення (перелом) правої великогомілкової кістки, обширні рани передніх поверхонь обох гомілок (вирвані сухожилля та м'язи). Травматичний відрив I пальця правої стопи.

## За час лікування Сергій переніс 13 операцій
Хірургічна обробка черепно-мозкової вогнепальної рани, ран кінцівок та шиї; установка апарату Ілізарова на уламки правої плечової і ліктьової кісток; операція роговидної і склеральної рани правого ока; пересадка шкіри для закриття дефектів обох гомілок; видалення апарату Ілізарова; заповнення штучним імплантом верхньої третини правої гомілки; видалення металевого уламка з лівого колінного суглобу; зняття рогівкових швів правого ока; видалення металевих уламків з підошви правої стопи; видалення металевих уламків з м'яких тканин шиї та міжхребцевої ділянки хребта; видалення металевого уламка з м'яких тканин сідничної ділянки. Правобічна тім'яна трепанація черепа та видалення металевого осколка тім'яної долі головного мозку, пластика дефекту лобної ділянки черепа титановою пластиною .

## Тривала реабілітація
Сергій ще не може самостійно сідати та ставати на ноги, але вже зараз помітні хороші результати — майже через рік після поранення у Сергія з'явилися рухи в ногах! Прогнози лікарів позитивні — моторика відновиться і Сергій з часом почне ходити! У зв'язку з частковою втратою функцій нижніх кінцівок, Сергій поки що потребує постійного стороннього догляду та обов'язкової допомоги інших осіб у виконанні основних життєвих функцій. За рекомендаціями лікарів, для повноцінного прогресу, Сергій повинен періодично проходити лікування і продовжувати довготривалу та інтенсивну нейрореабілітацію в кваліфікаційних профільних медично-реабілітаційних закладах. Обстеження, лікування, медикаменти, вітаміни, протези та інші необхідні для повноцінного життя речі потрібні постійно. Позитивна динаміка в реабілітації дасть змогу провести ще кілька реконструктивних пластичних операцій на ногах. Попереду довгі роки відновлення і повернення до повноцінного життя та він невиправний оптиміст, ніколи не говорить, що все буде добре, Сергій впевнений: «Все буде краще, добре вже є — я живий, далі буде тільки краще!»

## Нагороди
- Пам'ятний знак «За воїнську доблесть» (09.06.2014);
- Орден «За мужність» III ступеня (08.07.2014).